# سارا دوجلاس
سارا دوجلاس (بالإنجليزية: Sara Douglass)‏‏ (2 يونيو 1957 في بينولا - 27 سبتمبر 2011 في هوبارت) كاتِبة، وروائية من أستراليا.